# Martin-Luther-Kirche (Oberpfannenstiel)

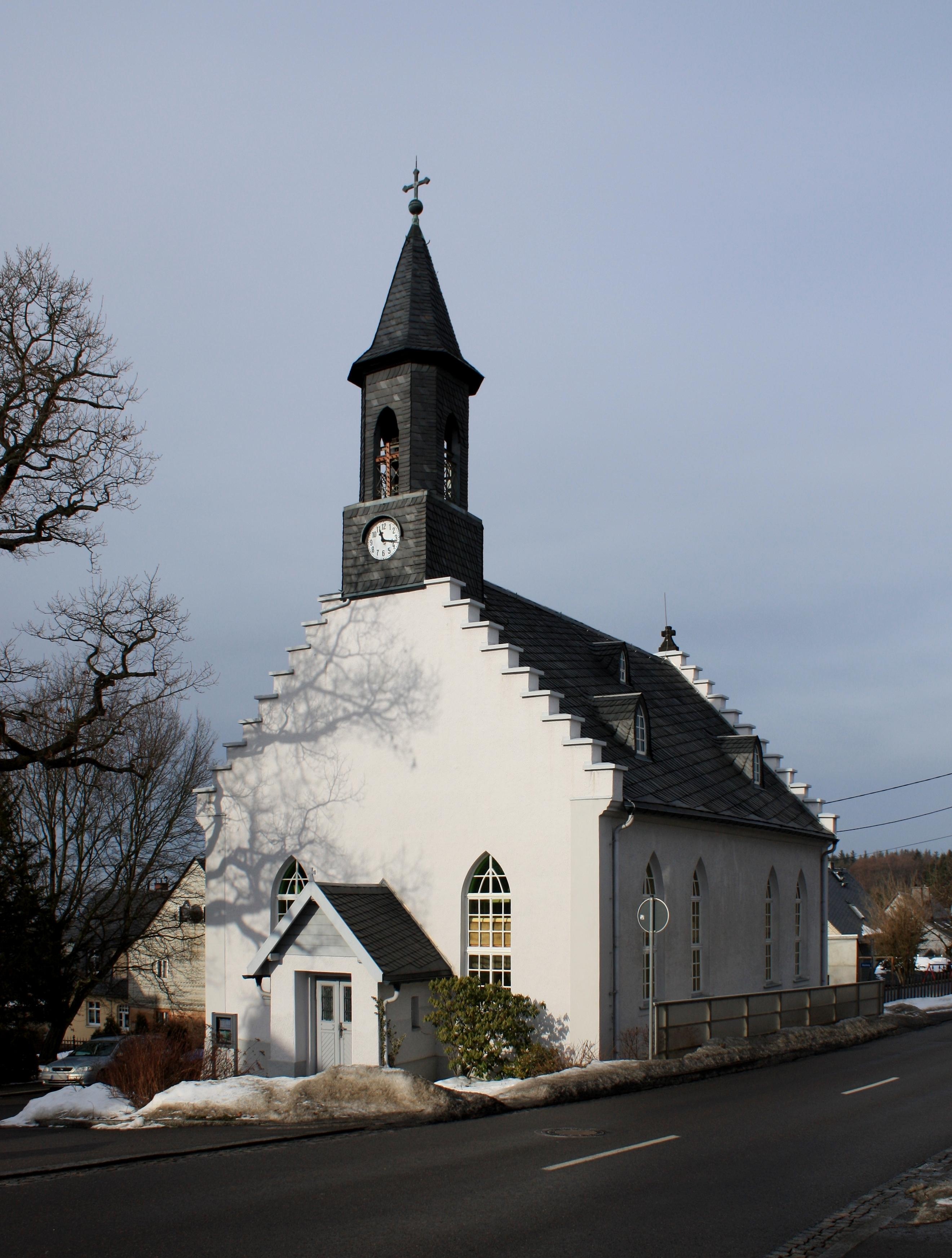
Martin-Luther-Kirche in Oberpfannenstiel

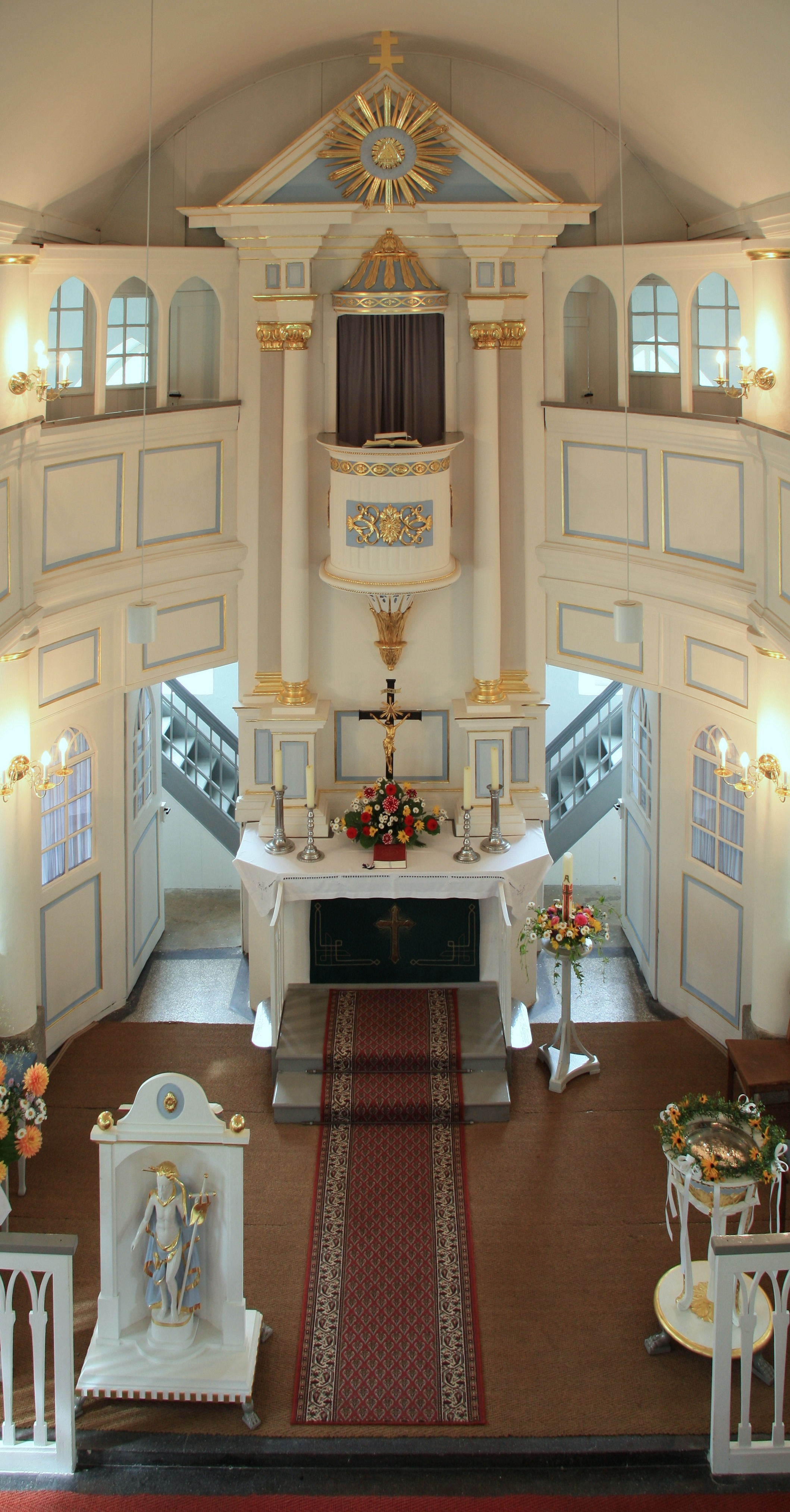
Altarbereich

Die evangelisch-lutherische Martin-Luther-Kirche im Ortsteil Oberpfannenstiel der Stadt Lauter-Bernsbach ist eine kleine Emporen-Hallenkirche im sächsischen Erzgebirge und der erste sächsische Kirchenbau mit neugotischen Stilelementen.

## Geschichte
Die Einwohner der 1691 gegründeten Siedlung Oberpfannenstiel waren zunächst in die Stadt Lößnitz gepfarrt. Wegen des beschwerlichen Weges, vor allem im Winter und bei Begräbnissen, begannen Ende des 18. Jahrhunderts Bestrebungen, eine eigene Kirche zu errichten. Diese wurde nach kurzer Bauzeit am 17. Oktober 1819 geweiht und blieb bis zum 1. Januar 1828 Filial von Lößnitz.

## Architektur
Auf dem Satteldach des in der Mitte des Dorfes errichteten Putzbaus mit gestreckten Spitzbogenfenstern befinden sich spitzbogige Gaupen und ein westlicher Dachreiter mit einem spitzen Helm. West- und Ostseite des Daches sind mit Treppengiebeln versehen, deren ursprüngliche Gliederung mit aufgemalten Blendarkaden nicht erhalten ist.

## Innenraum
Im tonnengewölbten Saal wurden neugotische Stilelemente mit klassizistischen Formen verbunden. Das Mittelschiff ist mit einer Segmentbogentonne gedeckt. Die umlaufende Empore in den Seitenschiffen wird von kräftigen Rundsäulen getragen und ist auf beiden Seiten des Altars zu Logen mit spitzbogigen Öffnungen gearbeitet. Unterhalb der Emporen befinden sich verglaste Betstuben mit Fenstermaßwerk. Die Schranken des Chors sind mit einem gotisierenden Holzgitter versehen.
Der dreieckige Giebel des Kanzelaltars, dessen Säulen toskanisch geordnet sind, ist mit einem Strahlenkranz und dem Dreifaltigkeitssymbol versehen. Der halbrund gearbeitete Kanzelkorb mit Beschlagwerk befindet sich über einer Konsole, die mit demselben Blattwerk verziert ist, wie der Ständer der Holztaufe. Das klassizistische Lesepult ist mit einer geschnitzten Christusfigur versehen.

## Orgel
Die Orgel wurde 1995 von der Orgelbaufirma Wünning aus Großolbersdorf in den 1907 vom Dresdner Orgelbauer Jahn erweiterten Prospekt der Steinmüllerorgel von 1843 eingebaut. Das Instrument hat 10 Register auf einem Manual und Pedal.
| Manualwerk C– |                 |      |
| 1.            | Grobgedackt     | 16′  |
| 2.            | Viola di Gamba  | 8′   |
| 3.            | Principal       | 4′   |
| 4.            | Flauto traverso | 4'   |
| 5.            | Nasat           | 4′   |
| 6.            | Octave          | 2⁄3′ |
| 7.            | Sifflöte        | 2′   |
| 8.            | Mixtur IV       |      |

| Pedal C– |        |     |
| 9.       | Subbaß | 16′ |
| 10.      | Cello  | 8′  |

- Koppel: Man/Ped